# Budimlja
Budimlja (cyr. Будимља) – wieś w Czarnogórze, w gminie Berane. W 2011 roku liczyła 2024 mieszkańców.